# 열여덟, 어른이 되는 나이
《열여덟, 어른이 되는 나이》는 2023년에 개봉한 대한민국의 영화이다.

## 캐스팅

### 주연
- 임선우 : 한윤서 역
- 김명찬 : 양수찬 역
- 이상희 : 강유석 역
- 박현숙 : 이민경 역

### 조연
- 정용주 : 남현우 역
- 엄채영 : 심민지 역
- 이동용 : 장범철 역
- 공재경 : 강윤희 역
- 강준석 : 석강준 역
- 서수민 : 박소연 역
- 남이슬 : 장문영 역

### 특별 출연
- 민성국
- 이혜림
- 장해환
- 장해솔
- 이진성
- 장덕주